# Magyar U21-es labdarúgó-válogatott
A magyar U21-es labdarúgó-válogatott Magyarország 21 éven aluli labdarúgó-válogatottja, melyet a Magyar Labdarúgó-szövetség irányít.
Az UEFA 1976-os ifjúsági rendezvényeken való átrendezését követően a magyar U21-es csapatot megformázták.
Az U21-es rendezvények óta a szabályok ragaszkodnak ahhoz, hogy a játékosoknak 21 éven alulinak kell lenniük a kétéves rendezvény rajtján, alakilag ez egy U23-as rendezvény. Ez ok miatt a magyaroknak kiváló volt a szereplésük az U23-as rendezvényeken.

## Nemzetközi eredmények

### U23-as labdarúgó-Európa-bajnoki szereplés
| U23-as labdarúgó-Európa-bajnokság | U23-as labdarúgó-Európa-bajnokság | U23-as labdarúgó-Európa-bajnokság | U23-as labdarúgó-Európa-bajnokság | U23-as labdarúgó-Európa-bajnokság | U23-as labdarúgó-Európa-bajnokság | U23-as labdarúgó-Európa-bajnokság | U23-as labdarúgó-Európa-bajnokság |               |
| Év                                | Eredmény                          | M                                 | Gy                                | D                                 | V                                 | G+                                | G–                                |               |
| --------------------------------- | --------------------------------- | --------------------------------- | --------------------------------- | --------------------------------- | --------------------------------- | --------------------------------- | --------------------------------- | ------------- |
| 1972                              | Nem jutott ki                     | Nem jutott ki                     | Nem jutott ki                     | Nem jutott ki                     | Nem jutott ki                     | Nem jutott ki                     | Nem jutott ki                     | Nem jutott ki |
| 1974                              | Győztes                           | 10                                | 6                                 | 0                                 | 4                                 | 18                                | 14                                |               |
| 1976                              | Döntős                            | 10                                | 6                                 | 3                                 | 1                                 | 23                                | 9                                 |               |
| Összesen                          | 2/3                               | 20                                | 12                                | 3                                 | 5                                 | 41                                | 23                                |               |

### U21-es labdarúgó-Európa-bajnoki szereplés
| U21-es labdarúgó-Európa-bajnokság | U21-es labdarúgó-Európa-bajnokság | U21-es labdarúgó-Európa-bajnokság | U21-es labdarúgó-Európa-bajnokság | U21-es labdarúgó-Európa-bajnokság | U21-es labdarúgó-Európa-bajnokság | U21-es labdarúgó-Európa-bajnokság | U21-es labdarúgó-Európa-bajnokság |               |
| Év                                | Eredmény                          | M                                 | Gy                                | D                                 | V                                 | G+                                | G–                                |               |
| --------------------------------- | --------------------------------- | --------------------------------- | --------------------------------- | --------------------------------- | --------------------------------- | --------------------------------- | --------------------------------- | ------------- |
| 1978                              | Negyeddöntős                      | 2                                 | 1                                 | 0                                 | 1                                 | 1                                 | 2                                 |               |
| 1980                              | Negyeddöntős                      | 2                                 | 1                                 | 0                                 | 1                                 | 2                                 | 3                                 |               |
| 1982                              | Nem jutott ki                     | Nem jutott ki                     | Nem jutott ki                     | Nem jutott ki                     | Nem jutott ki                     | Nem jutott ki                     | Nem jutott ki                     | Nem jutott ki |
| 1984                              | Nem jutott ki                     | Nem jutott ki                     | Nem jutott ki                     | Nem jutott ki                     | Nem jutott ki                     | Nem jutott ki                     | Nem jutott ki                     | Nem jutott ki |
| 1986                              | Elődöntő                          | 4                                 | 2                                 | 0                                 | 2                                 | 9                                 | 6                                 |               |
| 1988                              | Nem jutott ki                     | Nem jutott ki                     | Nem jutott ki                     | Nem jutott ki                     | Nem jutott ki                     | Nem jutott ki                     | Nem jutott ki                     | Nem jutott ki |
| 1990                              | Nem jutott ki                     | Nem jutott ki                     | Nem jutott ki                     | Nem jutott ki                     | Nem jutott ki                     | Nem jutott ki                     | Nem jutott ki                     | Nem jutott ki |
| 1992                              | Nem jutott ki                     | Nem jutott ki                     | Nem jutott ki                     | Nem jutott ki                     | Nem jutott ki                     | Nem jutott ki                     | Nem jutott ki                     | Nem jutott ki |
| 1994                              | Nem jutott ki                     | Nem jutott ki                     | Nem jutott ki                     | Nem jutott ki                     | Nem jutott ki                     | Nem jutott ki                     | Nem jutott ki                     | Nem jutott ki |
| 1996                              | Negyeddöntő                       | 2                                 | 1                                 | 0                                 | 1                                 | 3                                 | 4                                 |               |
| 1998                              | Nem jutott ki                     | Nem jutott ki                     | Nem jutott ki                     | Nem jutott ki                     | Nem jutott ki                     | Nem jutott ki                     | Nem jutott ki                     | Nem jutott ki |
| 2000                              | Nem jutott ki                     | Nem jutott ki                     | Nem jutott ki                     | Nem jutott ki                     | Nem jutott ki                     | Nem jutott ki                     | Nem jutott ki                     | Nem jutott ki |
| 2002                              | Nem jutott ki                     | Nem jutott ki                     | Nem jutott ki                     | Nem jutott ki                     | Nem jutott ki                     | Nem jutott ki                     | Nem jutott ki                     | Nem jutott ki |
| 2004                              | Nem jutott ki                     | Nem jutott ki                     | Nem jutott ki                     | Nem jutott ki                     | Nem jutott ki                     | Nem jutott ki                     | Nem jutott ki                     | Nem jutott ki |
| 2006                              | Nem jutott ki                     | Nem jutott ki                     | Nem jutott ki                     | Nem jutott ki                     | Nem jutott ki                     | Nem jutott ki                     | Nem jutott ki                     | Nem jutott ki |
| 2007                              | Nem jutott ki                     | Nem jutott ki                     | Nem jutott ki                     | Nem jutott ki                     | Nem jutott ki                     | Nem jutott ki                     | Nem jutott ki                     | Nem jutott ki |
| 2009                              | Nem jutott ki                     | Nem jutott ki                     | Nem jutott ki                     | Nem jutott ki                     | Nem jutott ki                     | Nem jutott ki                     | Nem jutott ki                     | Nem jutott ki |
| 2011                              | Nem jutott ki                     | Nem jutott ki                     | Nem jutott ki                     | Nem jutott ki                     | Nem jutott ki                     | Nem jutott ki                     | Nem jutott ki                     | Nem jutott ki |
| 2013                              | Nem jutott ki                     | Nem jutott ki                     | Nem jutott ki                     | Nem jutott ki                     | Nem jutott ki                     | Nem jutott ki                     | Nem jutott ki                     | Nem jutott ki |
| 2015                              | Nem jutott ki                     | Nem jutott ki                     | Nem jutott ki                     | Nem jutott ki                     | Nem jutott ki                     | Nem jutott ki                     | Nem jutott ki                     | Nem jutott ki |
| 2017                              | Nem jutott ki                     | Nem jutott ki                     | Nem jutott ki                     | Nem jutott ki                     | Nem jutott ki                     | Nem jutott ki                     | Nem jutott ki                     | Nem jutott ki |
| 2019                              | Nem jutott ki                     | Nem jutott ki                     | Nem jutott ki                     | Nem jutott ki                     | Nem jutott ki                     | Nem jutott ki                     | Nem jutott ki                     | Nem jutott ki |
| 2021                              | Csoportkör                        | 3                                 | 0                                 | 0                                 | 3                                 | 2                                 | 11                                |               |
| 2023                              | Nem jutott ki                     | Nem jutott ki                     | Nem jutott ki                     | Nem jutott ki                     | Nem jutott ki                     | Nem jutott ki                     | Nem jutott ki                     | Nem jutott ki |
| 2025                              | Nem jutott ki                     | Nem jutott ki                     | Nem jutott ki                     | Nem jutott ki                     | Nem jutott ki                     | Nem jutott ki                     | Nem jutott ki                     | Nem jutott ki |
| 2027                              | selejtező folyamatban             | selejtező folyamatban             | selejtező folyamatban             | selejtező folyamatban             | selejtező folyamatban             | selejtező folyamatban             | selejtező folyamatban             |               |
| Összesen                          | 4/25                              | 13                                | 5                                 | 0                                 | 8                                 | 17                                | 25                                |               |

### Olimpiai szereplés
| Labdarúgás a nyári olimpiai játékokon | Labdarúgás a nyári olimpiai játékokon | Labdarúgás a nyári olimpiai játékokon | Labdarúgás a nyári olimpiai játékokon | Labdarúgás a nyári olimpiai játékokon | Labdarúgás a nyári olimpiai játékokon | Labdarúgás a nyári olimpiai játékokon | Labdarúgás a nyári olimpiai játékokon |               |
| Év                                    | Eredmény                              | M                                     | Gy                                    | D                                     | V                                     | G+                                    | G–                                    |               |
| ------------------------------------- | ------------------------------------- | ------------------------------------- | ------------------------------------- | ------------------------------------- | ------------------------------------- | ------------------------------------- | ------------------------------------- | ------------- |
| 1992                                  | Nem jutott ki                         | Nem jutott ki                         | Nem jutott ki                         | Nem jutott ki                         | Nem jutott ki                         | Nem jutott ki                         | Nem jutott ki                         | Nem jutott ki |
| 1996                                  | Csoportkör                            | 3                                     | 0                                     | 0                                     | 3                                     | 3                                     | 7                                     |               |
| 2000                                  | Nem jutott ki                         | Nem jutott ki                         | Nem jutott ki                         | Nem jutott ki                         | Nem jutott ki                         | Nem jutott ki                         | Nem jutott ki                         | Nem jutott ki |
| 2004                                  | Nem jutott ki                         | Nem jutott ki                         | Nem jutott ki                         | Nem jutott ki                         | Nem jutott ki                         | Nem jutott ki                         | Nem jutott ki                         | Nem jutott ki |
| 2008                                  | Nem jutott ki                         | Nem jutott ki                         | Nem jutott ki                         | Nem jutott ki                         | Nem jutott ki                         | Nem jutott ki                         | Nem jutott ki                         | Nem jutott ki |
| 2012                                  | Nem jutott ki                         | Nem jutott ki                         | Nem jutott ki                         | Nem jutott ki                         | Nem jutott ki                         | Nem jutott ki                         | Nem jutott ki                         | Nem jutott ki |
| 2016                                  | Nem jutott ki                         | Nem jutott ki                         | Nem jutott ki                         | Nem jutott ki                         | Nem jutott ki                         | Nem jutott ki                         | Nem jutott ki                         | Nem jutott ki |
| 2020                                  | Nem jutott ki                         | Nem jutott ki                         | Nem jutott ki                         | Nem jutott ki                         | Nem jutott ki                         | Nem jutott ki                         | Nem jutott ki                         | Nem jutott ki |
| 2024                                  | Nem jutott ki                         | Nem jutott ki                         | Nem jutott ki                         | Nem jutott ki                         | Nem jutott ki                         | Nem jutott ki                         | Nem jutott ki                         | Nem jutott ki |
| 2028                                  |                                       |                                       |                                       |                                       |                                       |                                       |                                       |               |
| Összesen                              | 1/9                                   | 3                                     | 0                                     | 0                                     | 3                                     | 3                                     | 7                                     |               |

## Mérkőzései
Az alábbiakban olvasható az U21-es válogatott 2025. március 21. óta lejátszott összes mérkőzése.
      Győzelem
      Döntetlen
      Vereség
Eredmények
2025
| 2025. március 21. Felkészülési mérkőzés | Izland U21                                     | 3–0               | Magyarország U21 | San Pedro del Pinatar, Spanyolország |  |
| 14:00                                   | Mikaelsson 15' Yaakobishvili 36' Harðarson 69' | (2–0) Jegyzőkönyv |                  | Stadion: Pinatar Arena               |  |

| 2025. március 24. Felkészülési mérkőzés | Írország U21                         | 3–1               | Magyarország U21 | San Pedro del Pinatar, Spanyolország |  |
| 20:00                                   | Melia 16' (11-esből) McManus 79' 84' | (1–1) Jegyzőkönyv | 33' Jurek        | Stadion: Pinatar Arena               |  |

| 2025. június 5. Felkészülési mérkőzés | Magyarország U21 | 1–2               | Albánia U21          | Kecskemét, Magyarország  |  |
| 19:30                                 | Dragóner 74'     | (0–0) Jegyzőkönyv | 46' Dodaj 76' Osmani | Stadion: Széktói Stadion |  |

| 2025. június 10. Felkészülési mérkőzés | Ausztria U21                    | 3–1               | Magyarország U21 | Bécsújhely, Ausztria           |  |
| 18:00                                  | Jánó 26' Reischl 60' Kameri 73' | (1–1) Jegyzőkönyv | 23' Bakti        | Stadion: Wiener Neustadt Arena |  |

Soron következő mérkőzések
2025
| 2025. szeptember 9. Eb-selejtező | Litvánia U21 | –   | Magyarország U21 |  |
|                                  |              | (–) |                  |  |

| 2025. október 10. Eb-selejtező | Ukrajna U21 | –   | Magyarország U21 |  |
|                                |             | (–) |                  |  |

| 2025. október 14. Eb-selejtező | Magyarország U21 | –   | Törökország U21 | , Magyarország |
|                                |                  | (–) |                 |                |

| 2025. november 18. Eb-selejtező | Magyarország U21 | –   | Horvátország U21 | , Magyarország |
|                                 |                  | (–) |                  |                |

2026
| 2026. március 31. Eb-selejtező | Magyarország U21 | –   | Ukrajna U21 | , Magyarország |
|                                |                  | (–) |             |                |

| 2026. szeptember 26. Eb-selejtező | Horvátország U21 | –   | Magyarország U21 |  |
|                                   |                  | (–) |                  |  |

| 2026. október 1. Eb-selejtező | Magyarország U21 | –   | Litvánia U21 | , Magyarország |
|                               |                  | (–) |              |                |

| 2026. október 6. Eb-selejtező | Törökország U21 | –   | Magyarország U21 |  |
|                               |                 | (–) |                  |  |

## Játékosok

### Játékoskeret
Az U21-es magyar válogatott kerete a 2025. június 5-i Albánia (1–2), illetve a június 10-i Ausztria elleni (1–3) felkészülési találkozókra. Az adatok a mérkőzések utáni állapotnak megfelelőek.
A félkövérrel írt játékosok rendelkeznek felnőtt válogatottsággal is.
| No. | P. | Név                 | Születési dátum (Kor)         | Vál. | Gól. | Jelenlegi klub                                             |
| --- | -- | ------------------- | ----------------------------- | ---- | ---- | ---------------------------------------------------------- |
| 1   | K  | Pécsi Ármin         | 2005. február 24. (20 éves)   | 6    | 0    | Liverpool                                                  |
| 12  | K  | Yaakobishvili Áron  | 2006. március 6. (19 éves)    | 1    | 0    | Barça Atlètic (III. osztály)                               |
| 22  | K  | Tóth Balázs         | 2004. április 29. (21 éves)   | 2    | 0    | Nyíregyháza Spartacus                                      |
| 0   | K  | Lehoczki Bendegúz   | 2006. december 28. (18 éves)  | 0    | 0    | Puskás Akadémia                                            |
|     |    |                     |                               |      |      |                                                            |
| 2   | V  | Yaakobishvili Antal | 2004. július 12. (20 éves)    | 11   | 0    | Girona B (V. o.)                                           |
| 3   | V  | Markgráf Ákos       | 2005. június 30. (20 éves)    | 4    | 0    | Puskás Akadémia                                            |
| 4   | V  | Pekár István        | 2004. február 10. (21 éves)   | 2    | 0    | Budapest Honvéd (II. o)                                    |
| 5   | V  | Dragóner Áron       | 2004. június 11. (21 éves)    | 5    | 1    | Nafta Lendava (II. o.)                                     |
| 14  | V  | Demeter Milán       | 2005. február 21. (20 éves)   | 3    | 0    | Kazincbarcika (kölcsönben a Diósgyőri VTK-tól)             |
| 20  | V  | Bíró Barnabás       | 2005. január 6. (20 éves)     | 1    | 0    | Győri ETO                                                  |
|     |    |                     |                               |      |      |                                                            |
| 6   | KP | Vingler László      | 2005. október 31. (19 éves)   | 3    | 0    | Győri ETO                                                  |
| 7   | KP | Vajda Botond        | 2004. március 15. (21 éves)   | 7    | 1    | Debreceni VSC                                              |
| 8   | KP | Michael Okeke       | 2005. október 16. (19 éves)   | 8    | 0    | Manchester City U21                                        |
| 11  | KP | Szűcs Tamás         | 2005. január 16. (20 éves)    | 6    | 0    | Debreceni VSC                                              |
| 16  | KP | Németh Hunor        | 2007. március 16. (18 éves)   | 1    | 0    | København                                                  |
| 17  | KP | Csóka Dominik       | 2004. március 29. (21 éves)   | 5    | 0    | Nafta Lendava (II. o.)                                     |
| 18  | KP | Dénes Adrián        | 2004. április 15. (21 éves)   | 4    | 0    | Újpest                                                     |
| 19  | KP | Farkas Bendegúz     | 2004. augusztus 5. (20 éves)  | 2    | 0    | Nyíregyháza Spartacus                                      |
|     |    |                     |                               |      |      |                                                            |
| 9   | CS | Klausz Milán        | 2004. szeptember 7. (20 éves) | 4    | 1    | Nafta Lendava (II. o.) (kölcsönben a Zalaegerszegi TE-től) |
| 10  | CS | Vancsa Zalán        | 2004. október 27. (20 éves)   | 18   | 0    | Lommel (II. o.)                                            |
| 13  | CS | Vasvári Zoltán      | 2004. május 6. (21 éves)      | 2    | 0    | Budafoki MTE (II. o.)                                      |
| 15  | CS | Bánáti Kevin        | 2005. május 11. (20 éves)     | 4    | 0    | Győri ETO                                                  |
| 21  | CS | Gruber Zsombor      | 2004. szeptember 7. (20 éves) | 7    | 1    | MTK Budapest (kölcsönben a Ferencvárostól)                 |
| 23  | CS | Bakti Balázs        | 2004. december 31. (20 éves)  | 4    | 1    | Zalaegerszegi TE (kölcsönben a Puskás Akadémiától)         |

### A bő keret tagjai
A következő játékosok tagjai voltak az elmúlt 6 hónap mérkőzéseire kijelölt kereteknek.
| No. | P. | Név                 | Születési dátum (Kor)          | Vál. | Gól. | Jelenlegi klub                                        |
| --- | -- | ------------------- | ------------------------------ | ---- | ---- | ----------------------------------------------------- |
| 0   | K  | Dala Martin         | 2004. április 26. (21 éves)    | 2    | 0    | Fehérvár (II. o.)                                     |
|     |    |                     |                                |      |      |                                                       |
| 0   | V  | Babós Levente       | 2004. január 16. (21 éves)     | 1    | 0    | Újpest                                                |
| 0   | V  | Kaczvinszki Dominik | 2006. március 1. (19 éves)     | 0    | 0    | Újpest                                                |
| 0   | V  | Lányi Bence         | 2005. július 3. (20 éves)      | 2    | 0    | Gyirmót (III. o)                                      |
| 0   | V  | Szabó Tibor         | 2005. április 3. (20 éves)     | 1    | 0    | Budapest Honvéd (II. o)                               |
| 0   | V  | Tóth Rajmund        | 2004. április 9. (21 éves)     | 4    | 0    | Győri ETO                                             |
|     |    |                     |                                |      |      |                                                       |
| 0   | KP | Bodnár Gergő        | 2005. április 18. (20 éves)    | 2    | 0    | Vasas (II. o.)                                        |
| 0   | KP | Geiger Bálint       | 2004. március 26. (21 éves)    | 3    | 0    | Újpest                                                |
| 0   | KP | Jurek Gábor         | 2004. június 4. (21 éves)      | 3    | 2    | Diósgyőri VTK                                         |
| 0   | KP | Kaján Norbert       | 2004. szeptember 11. (20 éves) | 4    | 0    | Ferencváros                                           |
| 0   | KP | Kovács Patrik       | 2005. február 9. (20 éves)     | 1    | 0    | MTK Budapest                                          |
| 0   | KP | Merényi Ádám        | 2004. január 15. (21 éves)     | 2    | 0    | Budafoki MTE (II. o.) (kölcsönben az MTK Budapesttől) |
| 0   | KP | Rab Boldizsár       | 2005. szeptember 24. (19 éves) | 2    | 0    | Szentlőrinc (II. o.) (kölcsönben a Vasastól (II. o.)) |
| 0   | KP | Tóth Alex           | 2005. október 23. (19 éves)    | 2    | 0    | Ferencváros                                           |
|     |    |                     |                                |      |      |                                                       |
| 0   | CS | Dénes Csanád Vilmos | 2004. november 17. (20 éves)   | 7    | 0    | Zalaegerszegi TE                                      |
| 0   | CS | Lisztes Krisztián   | 2005. május 6. (20 éves)       | 10   | 1    | Eintracht Frankfurt                                   |
| 0   | CS | Molnár Ádin         | 2004. augusztus 16. (20 éves)  | 2    | 0    | MTK Budapest                                          |
| 0   | CS | Pető Milán          | 2005. január 25. (20 éves)     | 2    | 0    | Fehérvár (II. o.)                                     |

Frissítve: 2025. június 10.

## Az U21-es válogatott stábja
| Szövetségi kapitány | Szélesi Zoltán |
| Másodedző           | Bekő Balázs    |
| Videoelemző         | Varga Samu     |
| Kapusedző           | Milinte Árpád  |
| Erőnléti edző       | Kovács Tamás   |
| Fizioterapeuta      | Selyem István  |
| Fizioterapeuta      | Smeló Dávid    |
| Szerelés felelős    | Doli Levente   |
| Csapatmenedzser     | Teodoru Bence  |

## Lásd még
- Magyar labdarúgó-válogatott
- Magyar U20-as labdarúgó-válogatott
- Magyar U19-es labdarúgó-válogatott
- Magyar U17-es labdarúgó-válogatott
- Magyar U16-os labdarúgó-válogatott
- Magyar U15-ös labdarúgó-válogatott

## Külső hivatkozások
- Magyar Labdarúgó-szövetség
- Európai Labdarúgó-szövetség (angolul)